# Ariannis Vichy
Ariannis Vichy (ur. 18 maja 1989 w Santiago de Cuba) – kubańska lekkoatletka, młociarka.
Zawodniczka była uczestniczką igrzyskach olimpijskich w Londynie (2012). W eliminacjach zajęła 25. lokatę i nie awansowała do finału.

## Osiągnięcia
| Rok  | Impreza                                  | Miejsce   | Lokata            | Wynik |
| ---- | ---------------------------------------- | --------- | ----------------- | ----- |
| 2007 | Mistrzostwa panamerykańskie juniorów     | São Paulo | 2. miejsce        | 59,46 |
| 2008 | Mistrzostwa świata juniorów              | Bydgoszcz | 5. miejsce        | 58,78 |
| 2009 | Mistrzostwa Ameryki Środkowej i Karaibów | Hawana    | 5. miejsce        | 63,72 |
| 2012 | Igrzyska olimpijskie                     | Londyn    | el. - 25. miejsce | 67,48 |
| 2015 | Igrzyska panamerykańskie                 | Toronto   | 6. miejsce        | 65,60 |
| 2015 | Mistrzostwa NACAC                        | San José  | 5. miejsce        | 66,60 |

Wielokrotna medalistka narodowych igrzysk kubańskich.

## Rekordy życiowe
- Rzut młotem – 71,50 (2012)